# Échographie obstétricale
Cet article fournit diverses informations concernant les échographies lors de la grossesse.

## Aspects techniques

### Déroulement  de l'examen
L'échographie obstétricale est réalisée par voie transabdominale ou endovaginale selon les indications. 

### Indications et dates des examens au cours de la grossesse
En France, la Sécurité sociale admet le remboursement de 3 échographies au cours de la grossesse : autour des 12e, 22e et 32e semaines d'aménorrhée (date des dernières règles). Ces dates correspondent aux moments les meilleurs pour faire le dépistage des anomalies morphologiques pouvant exister. Cependant, si l'état de la grossesse l'exige, des échographies supplémentaires peuvent être réalisées et prises en charge.
Au Québec, la Régie de l'assurance-maladie du Québec (RAMQ) prévoit une échographie à la 20e semaine d'aménorrhée, et une seconde à la 32e semaine d'aménorrhée.

## Fœtus normal
Le sexe du bébé peut en général être déterminé à partir de 16 semaines, souvent au cours de l'examen prévu après 20 semaines de grossesse. C'est également la meilleure époque pour un examen échographique vu que la plupart des fœtus ont la même taille à ce stade de leur développement, même vers la 12e semaine et surtout pour un garçon.